# Hunya
Hunya este un sat în districtul Gyomaendrőd, județul Békés, Ungaria, având o populație de 713 locuitori (2011). 

## Demografie
Componența etnică a satului Hunya
     Maghiari (95,41%)
     Români (1,23%)
     Slovaci (1,06%)
     Necunoscut (1,76%)
     Romi (0,53%)
     Alții (1,76%)
Componența confesională a satului Hunya
     Romano-catolici (48,67%)
     Fără religie (15,43%)
     Reformați (3,09%)
     Luterani (3,09%)
     Necunoscută (29,73%)
     Alte religii (1,26%)
Conform recensământului din 2011, satul Hunya avea 713 locuitori. Din punct de vedere etnic, majoritatea locuitorilor (95,41%) erau maghiari. Apartenența etnică nu este cunoscută în cazul a 1,76% din locuitori. Nu există o religie majoritară, locuitorii fiind romano-catolici (48,67%), persoane fără religie (15,43%), reformați (3,09%) și luterani (3,09%). Pentru 29,73% din locuitori nu este cunoscută apartenența confesională.